# Svícník

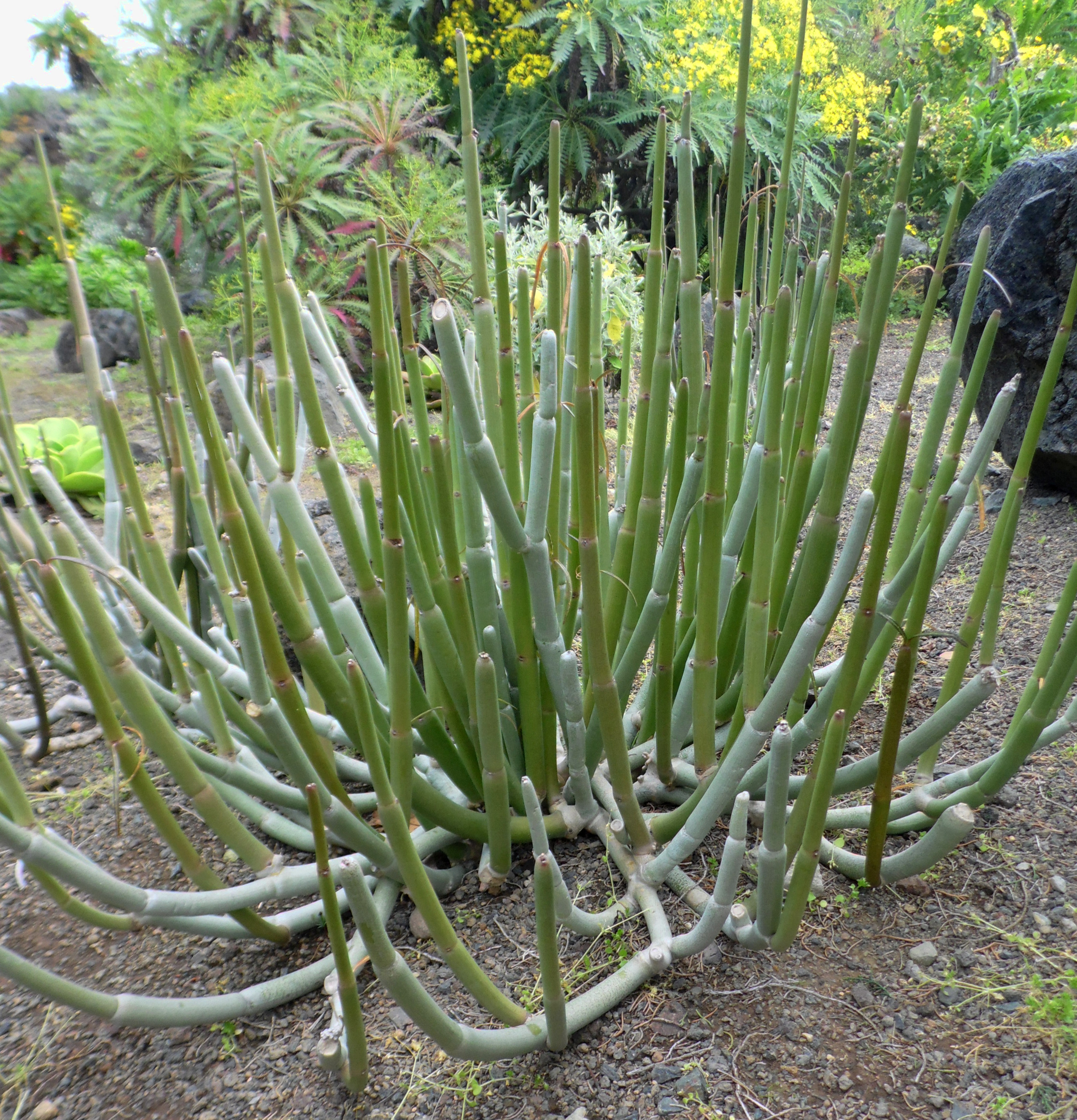
Rostlina Ceropegia dichotoma

Svícník (Ceropegia) je rod sukulentních rostlin z čeledi toješťovitých, který je tvořen podle asi 150 druhy. Rostliny rostou v tropech a subtropech Asie, Afriky i Austrálie a jsou charakteristické tím, že jejich trubkovité květy jsou uzpůsobené pro dočasné zadržení hmyzu za účelem opylení.

## Ekologie
Velký počet druhů je dán i tím, že se vyskytují v podnebně rozdílných oblastech. Jen v Africe rostou od suchých oblastí přiléhajících k poušti Kalahari s průměrnými ročními dešťovými srážkami pod 100 mm, až po vlhké klima v Ghaně s dešťovým spadem přes 1000 mm. Rostou na kamenitých i písčitých půdách, v polostínu i na plném slunci.
Rod je na určování druhů velmi složitý, druhy se rozlišují hlavně podle živých květů, které usušením ztrácejí tvar i barvu, nelze je použit do herbáře. Protože rostliny jsou málokdy schopné růst jako solitéry, bývají obvykle součásti společenstev jiných druhů rostlin se stejnými ekologickými nároky.

## Popis

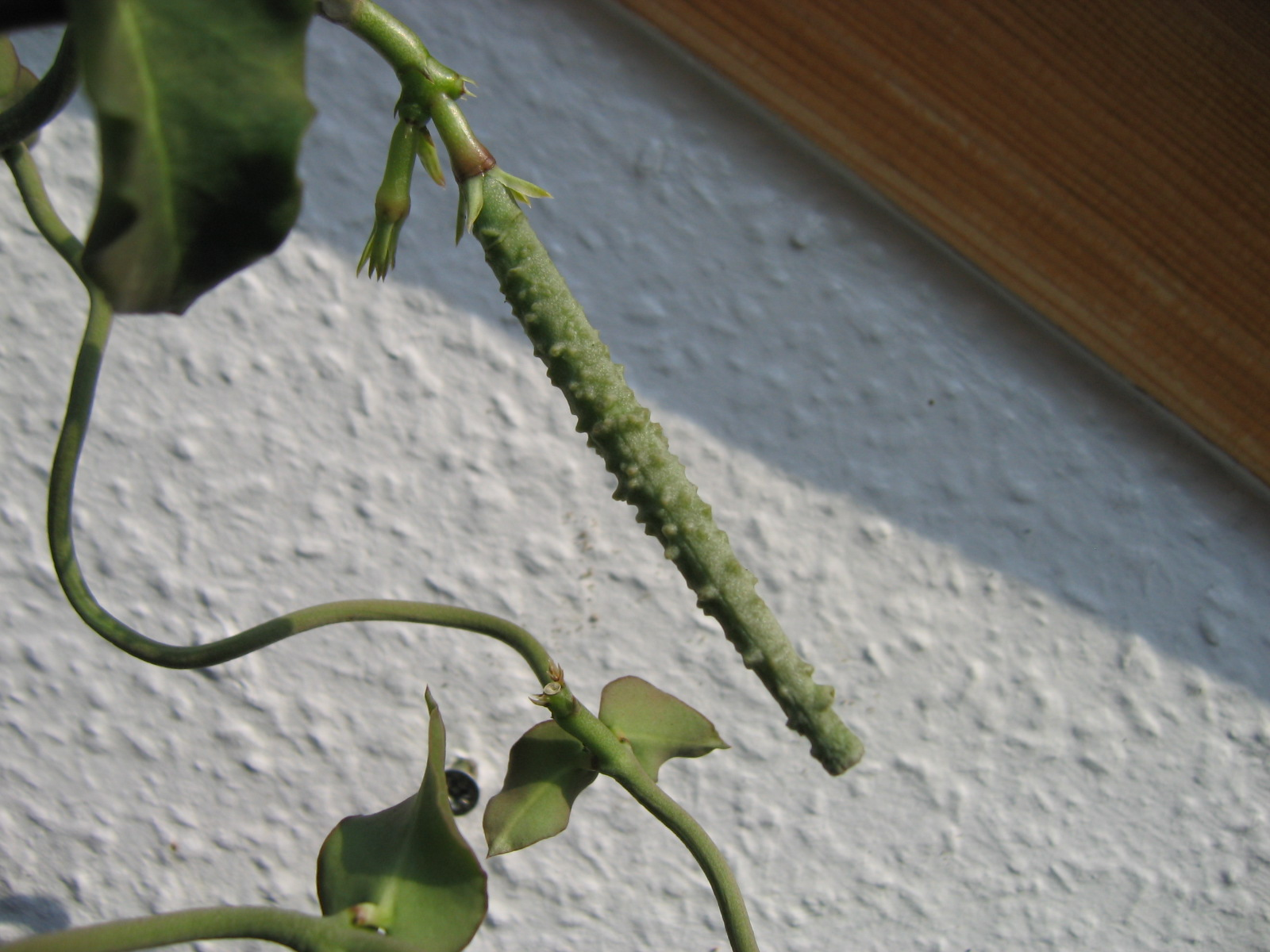
Plod svícníku Sandersonova

Vzhled svícníků je velice pestrý, jsou to sukulentní keře či polokeře nebo byliny s nepevnými popínavými lodyhami. Obvykle jsou po opoře vystoupavé, převislé či dokonce poléhavé, některé roní po poranění bílou tekutinu. Vyrůstají buď z masitých hlíz, z oddenků nebo ze shluku různě hrubých kořenů. Mnohé druhy mohou v uzlinách poléhavých lodyh zakořenit. Odlišují se také svou výškou, ve vlhkých podmínkách rostou druhy vysoké pět i více metrů, naopak v aridních podmínkách nedorůstají ani do dvou metrů. Častěji mají listy masité než tenké, bývají čárkovité, okrouhlé neb ledvinovité, někdy jsou jen drobné a velmi brzy opadávají a funkci fotosyntézu pak zajišťují zelené lodyhy. U několika druhů v období klidu celé lodyhy, nebo jen jejich části, usychají.
Květy nejčastěji vyrůstají z lodyžních uzlin v máločetných květenstvích a rozkvétají postupně. Jsou oboupohlavné, pětičetné a rostou na stopkách, někdy svěšených nebo zkroucených. Drobný kalich je hluboce dělený a nevýrazný. Různě vybarvená koruna má tvar vztyčené, často nesymetrická trubky se ztlustlou základnou, horní část bývá nálevkovitá. Štíhlé korunní plátky jsou na vrcholu spojené do rozličně vytvarované stříšky. Tyčinky mají nitky srostlé do krátké trubky, prašníky produkují brylky pylu. Blizna je hlavičkovitá. Tyčinky i blizna, situované do rozšířené báze trubky, jsou obrostlé dvojitou pakorunkou.
Rozkvetlé květy lákají vůní (nebo spíše pachem) létající hmyz, nejčastěji mouchy, aby vlétly do korunní trubky. Ta je zevnitř porostlá tvrdými chloupky skloněnými dolů, takže moucha po nich může sestupovat jen dolů a nemůže se vrátit nahoru a odlétnout. Při sestupu do báze trubky je navedena na prašníky, kde na své chlupaté tělo nabere pyl a společně s přineseným pylem opylí bliznu a část domácího pylu později odnese do jiného květu. V květu moucha musí čekat až květ počne vadnou a chloupky bránící v odchodu se sklopí, po tu dobu se živí nektarem. Plodem jsou míšky, nejčastěji vřetenovitého tvaru, které po dozrání prasknou a vítr rozptýlí ochmýřená semena.

## Význam
Rostliny svícníku jsou bez valného hospodářského významu, občas se pro své zvláštní květy vysazují jako okrasné rostliny. Rozmnožují se semeny a velmi dobře i lodyžními řízky.

## Galerie
Různé druhy květů

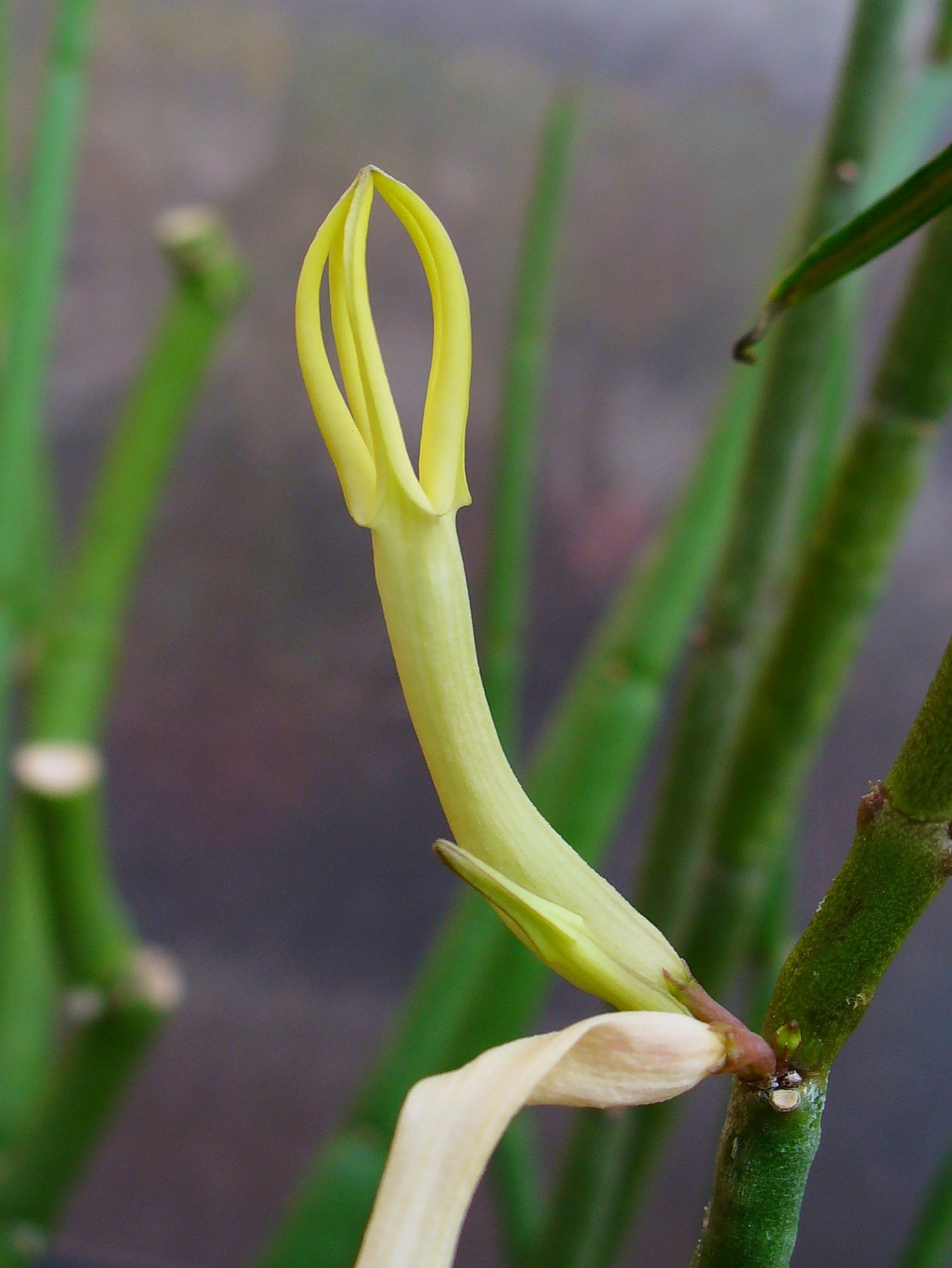
Ceropegia dichotoma
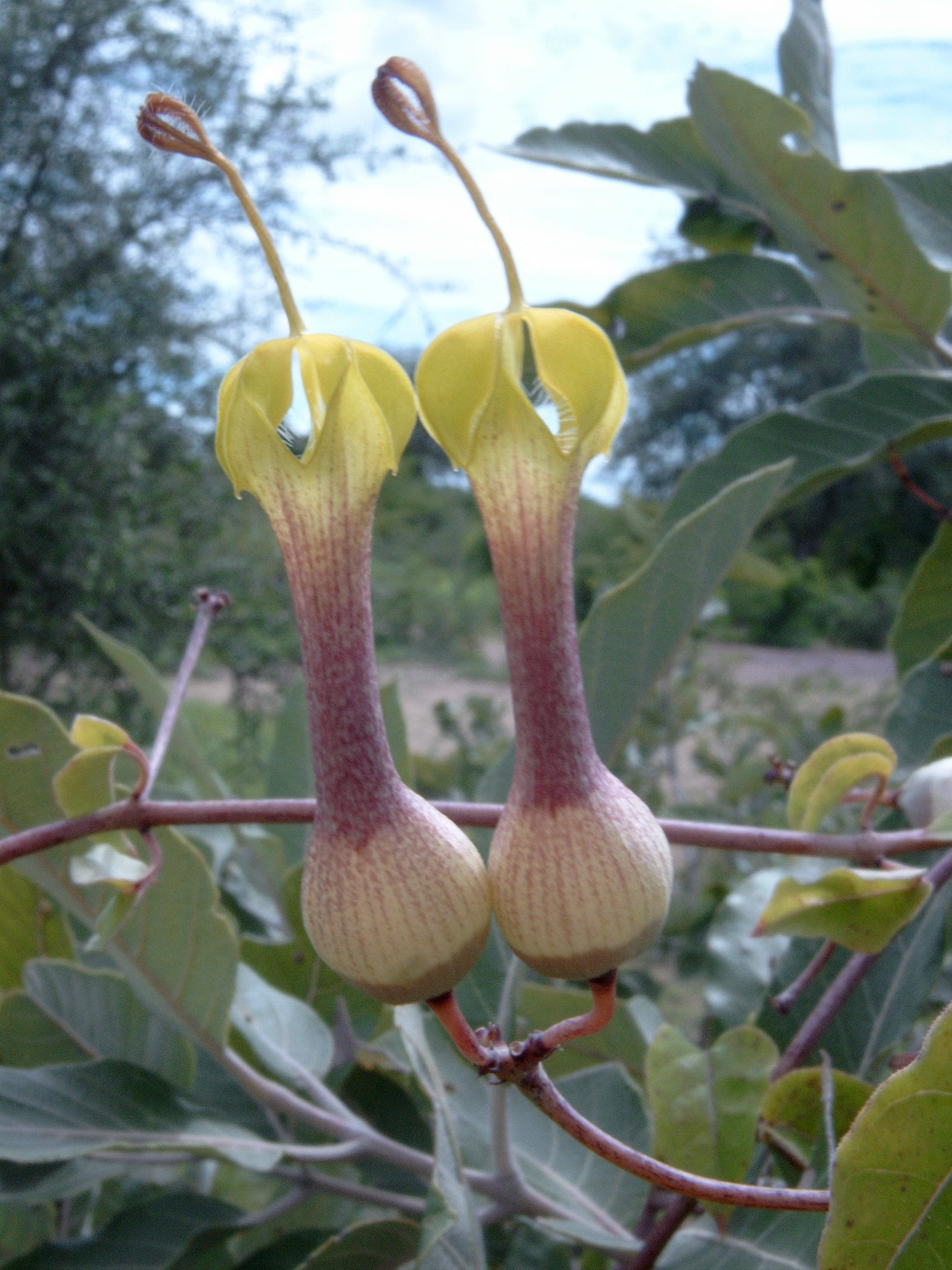
Ceropegia rhynchantha
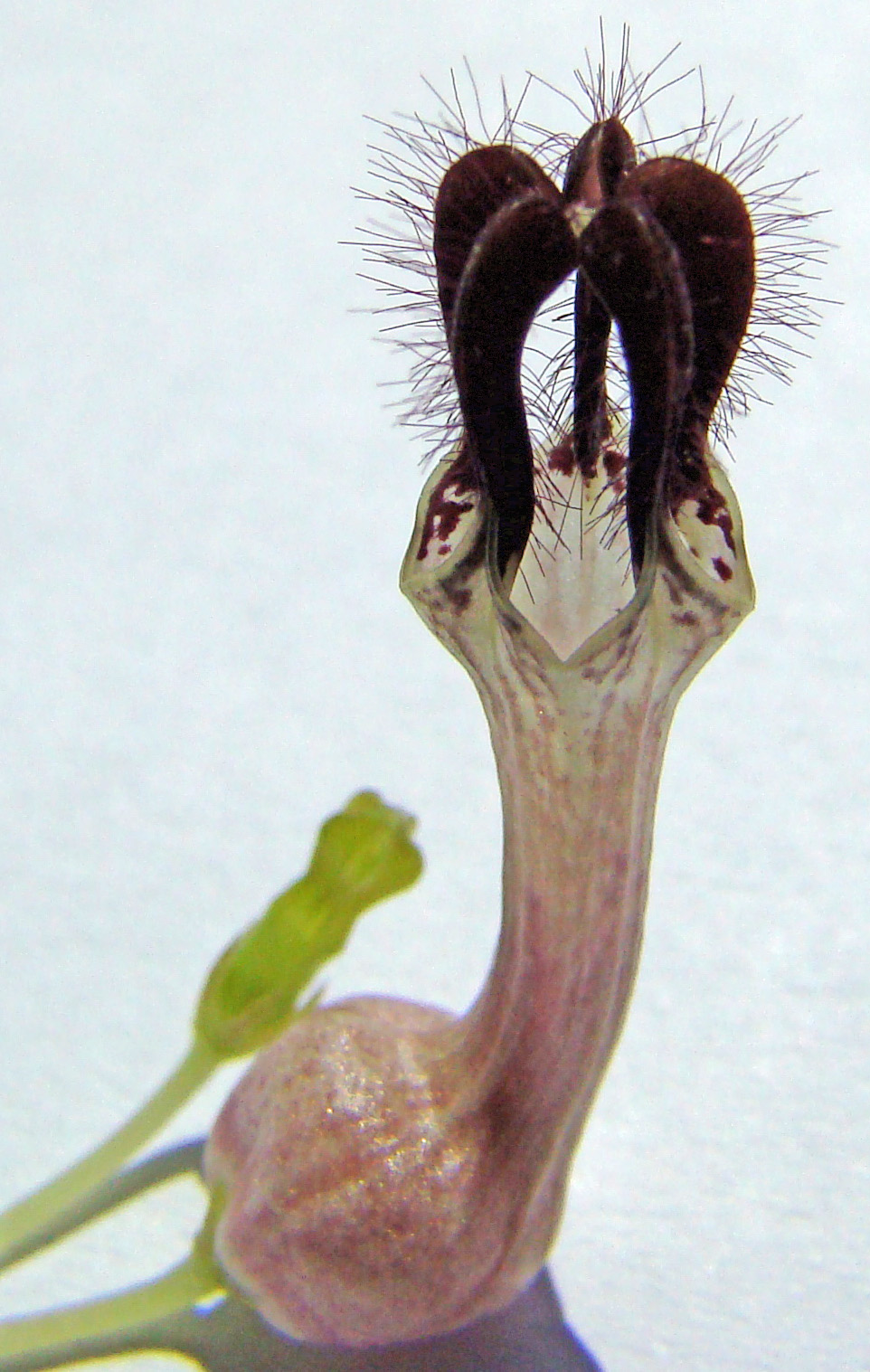
Ceropegia woodii
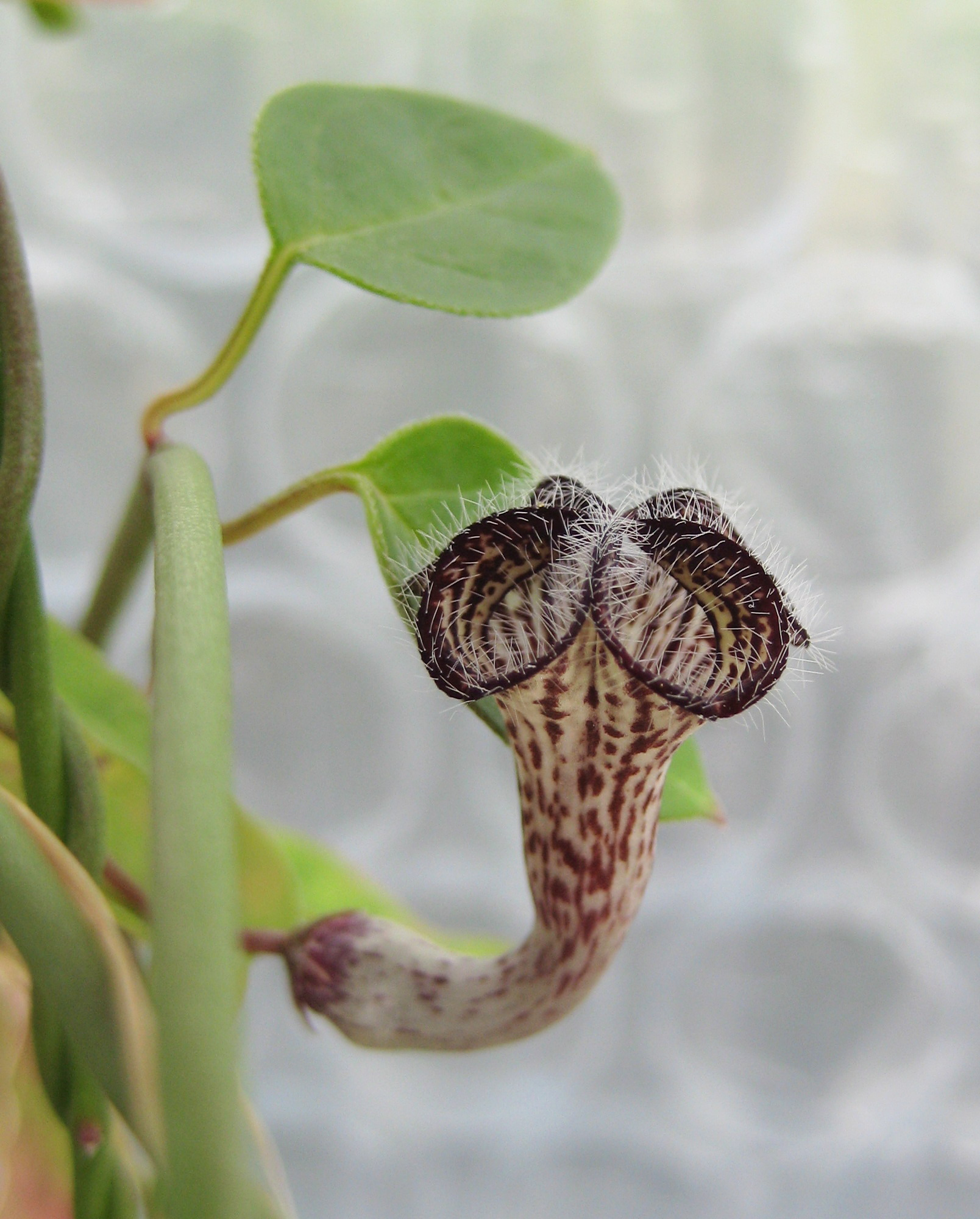
Ceropegia carnosa
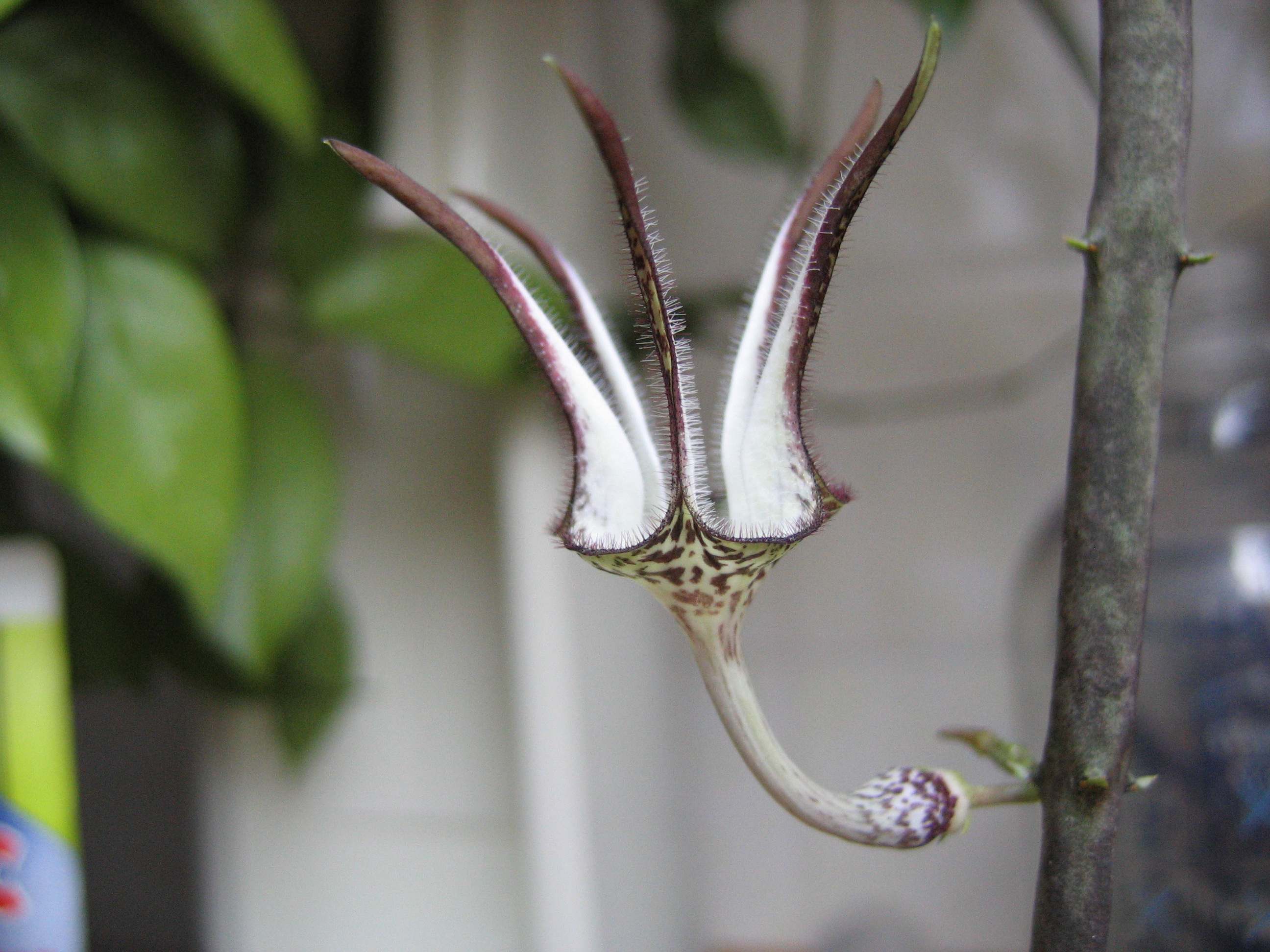
Ceropegia stapeliiformis
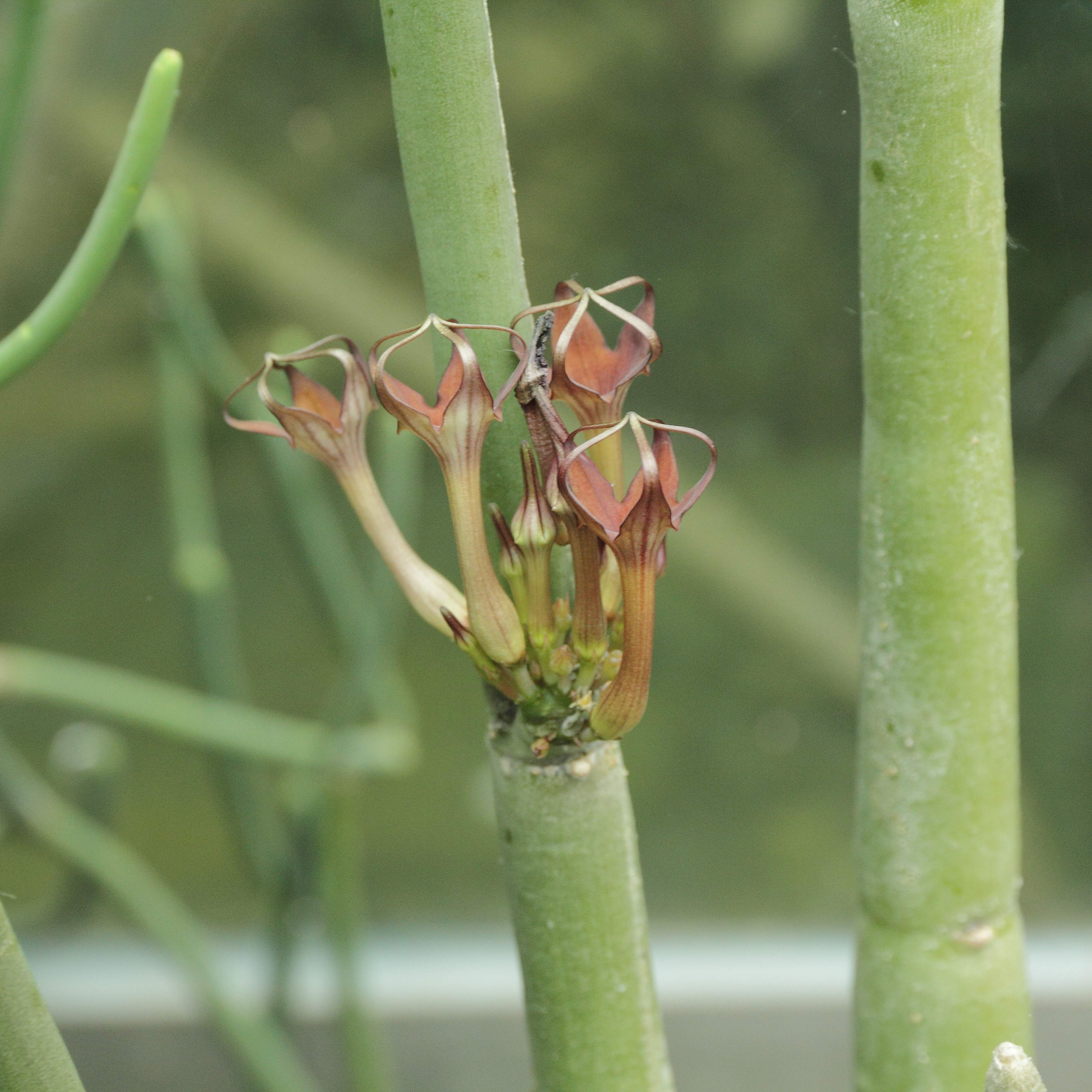
Ceropegia fusca
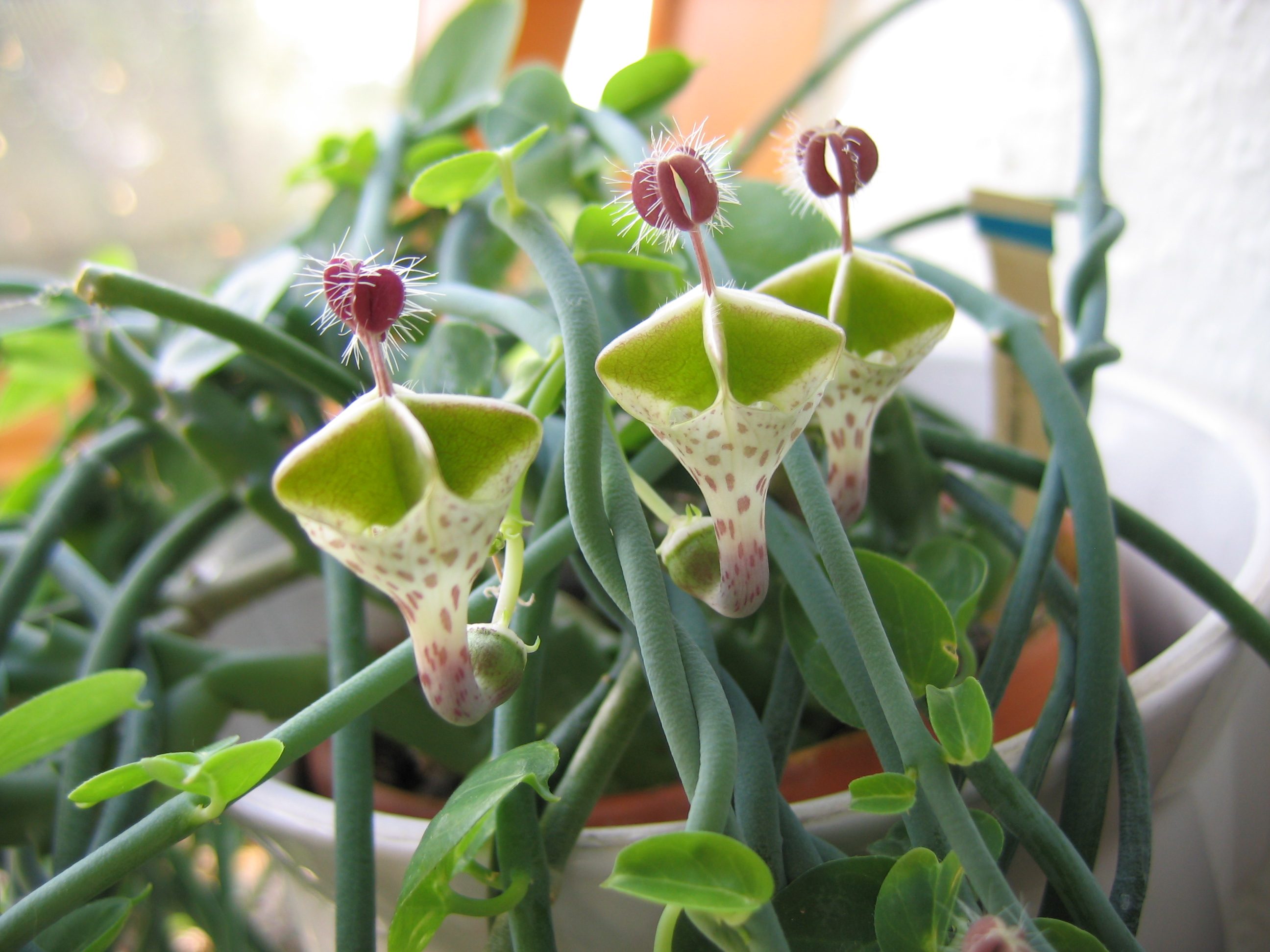
Ceropegia haygarthii
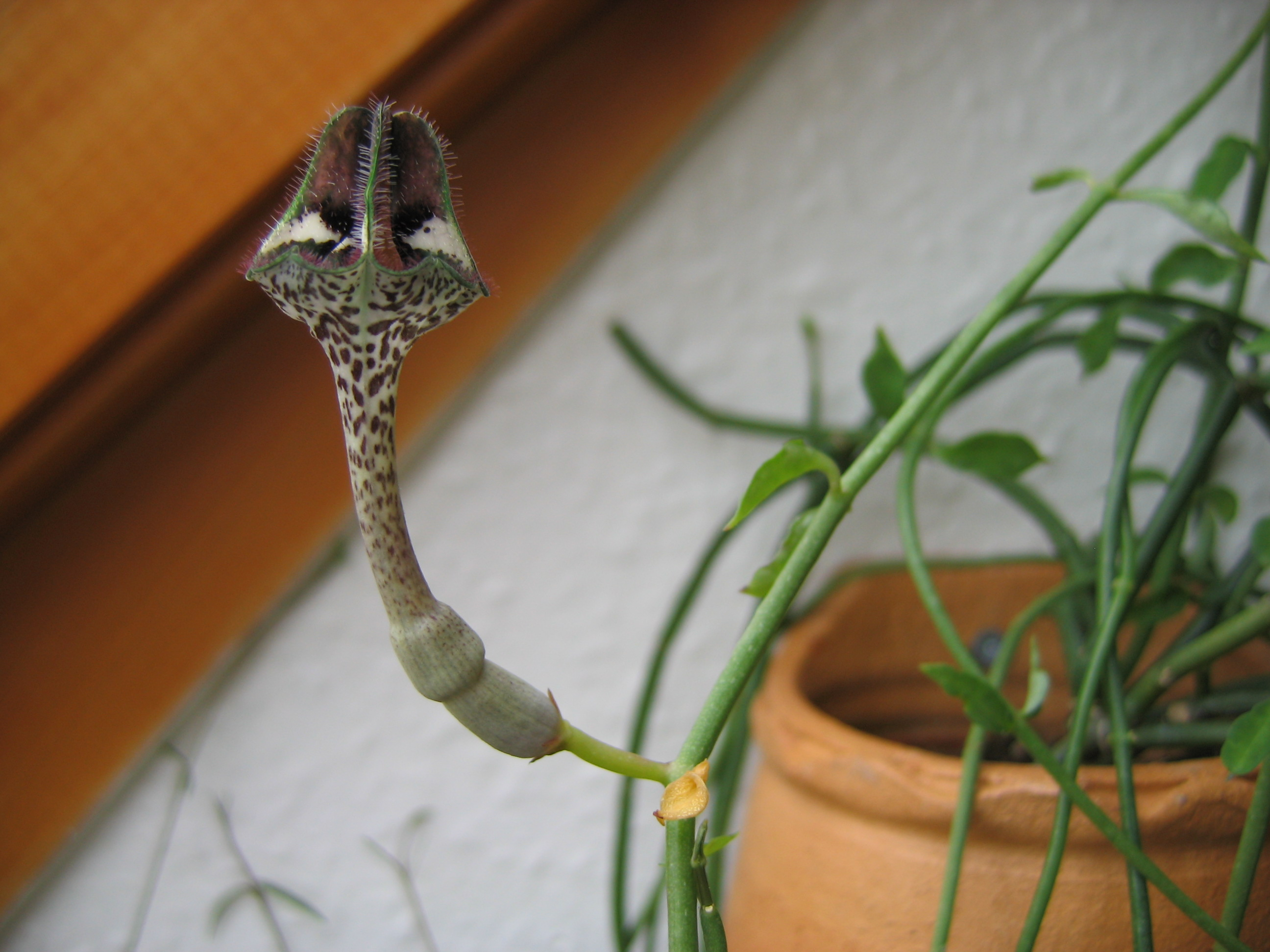
Ceropegia nilotica